# Synode von Uppsala
Die Synode von Uppsala (schwedisch Uppsala Möte) war eine Versammlung von Klerikern und Adligen, die vom 25. Februar bis zum 20. März 1593 in Uppsala stattfand. Auch Herzog Karl und der Reichsrat Schwedens waren anwesend. Auf ihr wurden die katholisierenden Reformen des 1592 verstorbenen Königs Johann III. verworfen, die Lehrgrundlage der Schwedischen Kirche festgesetzt und so die Reformation in Schweden konsolidiert.

## Hintergrund
Gustav I. Wasa hatte am Reichstag von Västerås (1527) die Trennung der schwedischen Kirche vom Papst durchgesetzt – vor allem aus staatsfinanziellen Gründen: der Staat konnte so Kirchengüter übernehmen. Gustav interessierte sich nicht für die Religion und erzwang keine Änderungen in Lehre und Liturgie, unterstützte aber zeitweise den Reformator Olaus Petri. Im Jahre 1536 wurde die schwedischsprachige Messe eingeführt, d. h. verfügt, dass der Gemeindegottesdienst künftig in der Landessprache zu feiern sei. 1571 gab Erzbischof Laurentius Petri eine evangelische Kirchenordnung heraus, die im Folgejahr von der Synode bestätigt wurde.
Der zwischen 1568 und 1592 regierende König Johann III. war in erster Ehe mit der polnischen Prinzessin Katharina Jagiellonica verheiratet. Ihr römisch-katholisch erzogener Sohn Sigismund war Thronfolger. Ab 1574 veränderte Johann die Liturgie der schwedischen Kirche in Richtung des römischen Katholizismus und setzte die Kirchenordnung des Laurentius Petri nach nur vier Jahren Gültigkeit außer Kraft. Geheime Verhandlungen mit der römischen Kurie über eine Rückkehr der schwedischen Kirche unter die Oberherrschaft des Papstes scheiterten jedoch.
Als Johann im November 1592 starb, war die schwedische Kirche zwischen Anhängern der katholisieren Reformen des Königs und Vertretern des orthodoxen Luthertums gespalten. Zugleich drohte durch die bevorstehende Machtübernahme Sigismunds, der seit 1587 als König von Polen amtierte, eine Rekatholisierung Schwedens. In dieser Situation sah Johanns jüngerer Bruder, Herzog Karl, der bereits seit langem in Opposition zu Johanns Kirchenpolitik stand, die Chance, sich als Verteidiger des Protestantismus zu profilieren, und berief den Reichsrat sowie Bischöfe und Pfarrer nach Uppsala.

## Charakter und Ablauf der Versammlung
Die Versammlung war keine Synode im Sinne der presbyterial-synodalen Ordnung, die heutzutage die evangelischen Kirchen prägt, im 16. Jahrhundert aber erst bei einigen reformierten Minderheitskirchen etabliert war. In der Kirchenordnung war keine repräsentative
Versammlung des Klerus vorgesehen. Schon König Johann hatte jedoch in Aussicht gestellt, die Konflikte innerhalb der Kirche auf einer Kirchenversammlung beilegen zu lassen. Als Herzog Karl am 9. Januar die Versammlung einberief, knüpfte er an diese Idee an. Die Verhandlungen selbst führten die anwesenden vier Bischöfe (ein Teil der schwedischen Bischofssitze war vakant) und 300 Pfarrer unter Leitung des zum Vorsitzenden gewählten Theologieprofessors Nicolaus Olai Bothniensis (* um 1550; † 1600); der Herzog und die Mitglieder des Reichsrats schalteten sich kaum ein. Auf der anderen Seite war klar, dass beide die Beschlüsse approbieren mussten, um ihnen Geltung zu verschaffen; sie wurden auch nachträglich von Vertretern aller Stände unterzeichnet. Die neuere Forschung sieht deshalb die Versammlung nicht mehr als rein kirchliche Versammlung, sondern betont den Doppelcharakter und spricht von „Synode und Reichstag von Uppsala“.

## Beschlüsse
Es wurde unter anderem beschlossen:
- Lehrgrundlage der Schwedischen Kirche sind
  - die Bibel,
  - die Bekenntnisse der Alten Kirche: das Bekenntnis von Nicäa, das apostolische Glaubensbekenntnis und das Athanasianische Glaubensbekenntnis,
  - das Augsburger Bekenntnis von 1530 sowie
  - die Kirchenordnung von 1571[4]
- Die römisch-katholische Kirche, der Calvinismus und andere nicht-lutherische Kirchen wurden verurteilt und ihre Gottesdienste verboten.[5]
- Abraham Angermannus, einer der heftigsten Gegner der Kirchenpolitik Johanns III., wurde zum Erzbischof von Uppsala gewählt.

Die von König Johann geschlossene Universität Uppsala wurde auf Wunsch der Versammlung 1595 wieder eröffnet.

## Folgen
- Durch den Beschluss wurde die schwedische Kirche endgültig evangelisch-lutherisch und die gesellschaftliche Stellung des Klerus wurde gestärkt.[5]
- Sigismund traf erst im Herbst 1593 in Schweden ein. Er musste die Beschlüsse von Uppsala bestätigen, um beim Reichstag in Uppsala Anfang 1594 gekrönt zu werden.[6]
- Die gegenwärtig gültige Kirchenordnung der Schwedischen Kirche von 2015 erwähnt, dass Glaube und Lehre im Beschluss von 1593 bejaht wurde.[7]

## Edition
- Oloph Bexell: Concilium Upsaliense 1593. In: Corpus  Christianorum. Conciliorum Oecumenicorum Generaliumque Decreta. Editio critica. VI/1/2: Synods of the Churches of and after the Reformation. The Dawn of the Reformation (16th–17th Centuries). Edidit A. Melloni. Brepols, Turnhout 2023, S. 916–927 (kritische Ausgabe der Beschlüsse zusammen mit einem ausführlichen Kommentar in englischer Sprache).